# Dove Cameron
Dove Olivia Cameron, tên khai sinh Chloe Celeste Hosterman (sinh ngày 15 tháng 1 năm 1996) là một diễn viên và ca sĩ người Mỹ. Cô nổi tiếng với vai diễn trong  Liv and Maddie và vai Mal - con gái của Maleficent trong bộ phim Descendants.

## Tiểu sử
Cameron sinh ngày 15 tháng 1, 1996  tại Seattle, Washington. Cô là con gái của Philip Alan Hosterman và Bonnie Wallace, và có một chị gái, Claire Hosterman. Cô lớn lên tại đảo Bainbridge, Washington. Khi còn nhỏ, cô từng học tại trường trung học Sakai. Ở tuổi 8, cô bắt đầu diễn xuất trong nhà hát cộng đồng tại Bainbridge Performing Arts. Khi cô 14 tuổi, gia đình cô chuyển đến Los Angeles, California, và đã tham gia hát cuộc thi  National Championship Show Choir cho trường Trung học Burbank tổ chức. Cameron là người Scotland gốc Pháp, và là một diễn giả thông thạo tiếng Pháp đã trải qua nhiều năm sống ở Pháp. Cô kể rằng cô đã bị bắt nạt trong suốt thời gian học ở trường bắt đầu từ năm lớp 5 cho đến cuối trung học. Bất chấp áp lực ở trường, cô vẫn tập trung vào những ước mơ của cô để thành công trong giải trí. Cha cô qua đời vào năm 2011 khi cô 15 tuổi.

## Đời tư
Cameron đã bắt đầu hẹn hò với nam diễn viên và ca sĩ Ryan McCartan trong năm 2013. Họ công bố đính hôn của họ vào ngày 14 Tháng 4 năm 2016, nhưng đã chia tay vào tháng 10 năm 2016.. Tháng 2 năm 2017, Cameron hẹn hò với nam diễn viên Thomas Doherty. Cả hai chia tay vào tháng 10 năm 2020. Tháng 9 năm 2023, cô bắt đầu mối quan hệ với Damiano David.

## Sân khấu
- Mamma Mia! (2017)
- Hairspray Live! (2016)

## Chương trình truyền hình
| Năm       | Phim                                        | Vai trò                               | Ghi chú                                          |
| --------- | ------------------------------------------- | ------------------------------------- | ------------------------------------------------ |
| 2012      | Shameless                                   | Holly Herkimer                        | 2 tập                                            |
| 2012      | The Mentalist                               | Charlotte Anne Jane                   | Tập phim: "Devil's Cherry"                       |
| 2013      | Malibu Country                              | Sienna                                | Tập phim: "Push Comes to Shove"                  |
| 2013–2017 | Liv and Maddie                              | Liv Rooney/Maddie Rooney              | Nhân vật chính                                   |
| 2014      | Cloud 9                                     | Kayla Morgan                          | Phim truyền hình                                 |
| 2015      | Austin & Ally                               | Bobbie                                | Tập phim: "Duos & Deception"                     |
| 2015      | Barely Lethal                               | Liz Larson                            | Phim                                             |
| 2015      | Descendants                                 | Mal                                   | Phim truyền hình                                 |
| 2015      | R.L. Stine's Monsterville: Cabinet of Souls | Beth                                  | Phim truyền hình                                 |
| 2015–nay  | Descendants: Wicked World                   | Mal                                   | Lồng tiếng                                       |
| 2016      | Hairspray Live!                             | Amber Von Tussle                      | NBC special                                      |
| 2016      | Ultimate Spider-Man vs. the Sinister 6      | Gwen Stacy/Spider-Gwen/Police officer | Tập phim: "Return to the Spider-verse Part Four" |
| 2017      | Descendants 2                               | Mal                                   | Phim                                             |
| 2019      | Descendants 3                               | Mal                                   | Phim                                             |

## Danh sách đĩa nhạc

### Album nhạc phim
| Phim           | Chi tiết album                                                                                         | Xếp hạng | Xếp hạng | Xếp hạng | Xếp hạng | Xếp hạng | Xếp hạng | Xếp hạng | Xếp hạng | Xếp hạng | Xếp hạng |
| Phim           | Chi tiết album                                                                                         | US       | US OST   | AUS      | BEL      | FRA      | GER      | ITA      | NL       | NZ       | SPA      |
| -------------- | --- | -------- | -------- | -------- | -------- | -------- | -------- | -------- | -------- | -------- | -------- |
| Liv and Maddie | - Ngày phát hành: 17 tháng 3 năm 2015 - Định dạng: CD, kĩ thuật số tải - Hãng đĩa: Walt Disney         | 180      | 11       | —        | —        | —        | —        | —        | —        | —        | —        |
| Descendants    | - Ngày phát hành: 31 tháng 7 năm 2015 - Định dạng: CD, kĩ thuật số tải - Hãng đĩa: Walt Disney         | 1        | 1        | 57       | 178      | 102      | 50       | 19       | 50       | —        | 36       |
| Descendants 2  | - Ngày phát hành: 21 tháng 7 năm 2017 - Định dạng: CD, kĩ thuật số tải - Hãng đĩa: Walt Disney Records | 6        | 1        | 64       | 192      | —        | —        | —        | —        | —        | —        |

### Đĩa đơn
| Tiêu đề   | Năm  | Xếp hạng | Xếp hạng | Album       |
| Tiêu đề   | Năm  | US       | FRA      | Album       |
| --------- | ---- | -------- | -------- | ----------- |
| "If Only" | 2015 | 94       | 186      | Descendants |

### Đĩa đơn quảng cáo
| Tiêu đề                               | Năm  | Xếp hạng | Album                       |
| Tiêu đề                               | Năm  | US       | Album                       |
| ------------------------------------- | ---- | -------- | --------------------------- |
| "Better in Stereo"                    | 2013 | —        | Disney Channel Play It Loud |
| "On Top of the World"                 | 2013 | —        | Disney Channel Play It Loud |
| "Cloud 9" (with Luke Benward)         | 2014 | —        | Disney Channel Play It Loud |
| "Count Me In"                         | 2014 | —        | Liv and Maddie              |
| "You, Me and the Beat"                | 2014 | —        | Liv and Maddie              |
| "What a Girl Is"                      | 2015 | —        | Liv and Maddie              |
| "Genie in a Bottle"                   | 2016 | —        | Non-album single            |
| "Better Together" (with Sofia Carson) | 2017 | —        | Descendants 2               |

### Bài hát khác
| Tiêu đề                                | Năm  | Xếp hạng | Xếp hạng | Giải thưởng  | Album         |
| Tiêu đề                                | Năm  | US       | CAN      | Giải thưởng  | Album         |
| -------------------------------------- | ---- | -------- | -------- | ------------ | ------------- |
| "Rotten to the Core" (Descendants)     | 2015 | 38       | 66       | - RIAA: Gold | Descendants   |
| "Set It Off" (Descendants)             | 2015 | —        | —        |              | Descendants   |
| "Evil Like Me" (với Kristin Chenoweth) | 2015 | —        | —        |              | Descendants   |
| "Ways to Be Wicked" (Descendants 2)    | 2017 | —        | —        |              | Descendants 2 |
| "It's Goin' Down" (Descendants 2)      | 2017 | 77       | —        |              | Descendants 2 |
| "You and Me" (Descendants 2)           | 2017 | —        | —        |              | Descendants 2 |

### Tham gia
| Tiêu đề                                 | Năm  | Album                     |
| --------------------------------------- | ---- | ------------------------- |
| "Future Sounds Like Us"                 | 2013 | Shake It Up: I <3 Dance   |
| "Let It Snow, Let It Snow, Let It Snow" | 2013 | Disney Holidays Unwrapped |

### Video âm nhạc
| Tiêu đề             | Năm  | Đạo diễn         |
| ------------------- | ---- | ---------------- |
| "Better In Stereo"  | 2013 | Brando Dickerson |
| "What a Girl Is"    | 2015 | Layne Pavoggi    |
| "If Only"           | 2016 | Kenny Ortega     |
| "Genie in a Bottle" | 2016 | Jay Martin       |
| "Boyfriend"         | 2022 | Lauren Sick      |